# 玛戈·马丁代尔
玛格·马丁戴尔（英語：Margo Martindale，1951年7月18日—），美国女演员。憑藉《火線警探》获得黄金时段艾美奖剧情类影集最佳女配角；憑藉《美国谍梦》獲得劇情類影集最佳客串女演员。